# Lagoa dos Patos
A Lagoa dos Patos (Kacsák tava), egyes magyar forrásokban Patos-lagúna egy lagúna Brazíliában, Rio Grande do Sul államban. Az ország legnagyobb szárazföldi vízfelülete, és Dél-Amerika legnagyobb lagúnája. Az óceántól egy néhány kilométer széles homokturzás választja el.

## Kialakulása, elnevezése
A Lagoa dos Patos egy ősi mélyedésben helyezkedik el, amelynek nagy energiájú szelek és áramlatok építettek gátakat. A lagúnát az óceántól elválasztó földsáv szárazföldi és tengeri üledékekből alakult ki, jóval a kontinens kialakulása után.
Nevére több magyarázat van. A legvalószínűbb, hogy az európai felfedezők az egykoron itt lakó őslakosok (araxás) után keresztelték el a helyet, akiket ők patosnak (kacsák) neveztek. Más vélemények szerint az itt tanyázó kacsákról nevezték el, melyeket valószínűleg egy európai hajóról eresztettek szélnek, majd itt meghonosodtak. Bár földrajzilag lagúnának számít, tónak nevezik (Lagoa, és nem Laguna).

## Elhelyezkedése
Rio Grande do Sul keleti részén található, az Atlanti-óceántól egy homokturzás választja el, mely északon 32 kilométer széles, de dél felé haladva fokozatosan keskenyedik. Északon a Rio Jacuí ömlik bele (melynek kiszélesedését Guaíba-tónak vagy Guaíba-folyónak is nevezik), délen pedig egy széles csatorna köti össze az óceánnal (Praia do Cassinonál), így lehetséges a hajózás Porto Alegre és az óceán között.
A lagúna partján található községek, északról az óra járásával megegyező irányban: Viamão, Capivari do Sul, Palmares do Sul, Mostardas, Tavares, São José do Norte, Rio Grande, Pelotas, Turuçu, São Lourenço do Sul, Camaquã, Arambaré, Tapes, Barra do Ribeiro.

## Jellemzői
Északkelet-délnyugat irányban megnyúlt; hossza 290, szélessége legtöbb 64 km, felülete 10 100 km2. Vize édes, az óceáni kiömlés közelében brakkos. Az árapály átlagos szintkülönbsége 0,5 méter. Medencéje több endemikus faj hona, csak itt él például a Genidens planifrons.